# Avagina vivipara
Avagina vivipara är en plattmaskart som beskrevs av Hickman 1956. Avagina vivipara ingår i släktet Avagina och familjen Isodiametridae. Inga underarter finns listade i Catalogue of Life.